# 2966 Korsunia
2966 Korsunia è un asteroide della fascia principale. Scoperto nel 1977, presenta un'orbita caratterizzata da un semiasse maggiore pari a 2,4477822 UA e da un'eccentricità di 0,1397560, inclinata di 2,54706° rispetto all'eclittica.